# Old Pop in an Oak
Az Old Pop in an Oak című dal a svéd Rednex második kimásolt kislemeze az 1995-ben megjelent Sex & Violins című stúdióalbumról. A dal számos országban első helyezett volt, köztük Belgiumban, Dániában, Ausztriában, Finnországban, és hazájukban Svédországban is.

## A dal tartalma
Az Old Pop in an Oak egy értelmetlen szövegű dal, mely fülbemászó ütemre támaszkodik. A dal nagyon hasonlít az első Cotton Eye Joe című dalra, azonban a téma Pop az apa, aki felmászik egy tölgyfára, hogy elhagyja a feleségét, aki grillen éppen háziállatukat süti.

## Megjelenések
12"  Hollandia Jive – 74321 24115 1
- A1	Old Pop In An Oak (Original Extended Mix) 5:38
- A2	Old Pop In An Oak (Original Instrumental) 3:20
- B1	Old Pop In An Oak (Doug's Klub Mix) 5:25 Remix – Douglas Carr
- B2	Old Pop In An Oak (Doug's Phantom Dub Mix) 3:50 Remix – Douglas Carr
- B3	Old Pop In An Oak (Original Radio Edit) 3:30

## Slágerlista

### Heti összesítések
| Slágerlista (1994–1995)               | Legjobb helyezések |
| ------------------------------------- | ------------------ |
| Ausztrália (ARIA)                     | 70                 |
| Ausztria (Ö3 Austria Top 40)          | 1                  |
| Belgium (Ultratop 50 Flanders)        | 2                  |
| Belgium (Ultratop 50 Wallonia)        | 32                 |
| Kanada (Kanadadance Urban) RPM        | 17                 |
| Kanada Top Singles (RPM)              | 53                 |
| Dánia (IFPI)                          | 1                  |
| Európa (Eurochart Hot 100)            | 2                  |
| Finnország (Suomen virallinen lista)  | 1                  |
| Franciaország (Single Top 100)        | 50                 |
| Németország (Media Control Charts)    | 2                  |
| Izland (Íslenski Listinn Topp 40)     | 6                  |
| Hollandia (Top 40)                    | 6                  |
| Hollandia (Single Top 100)            | 11                 |
| Új-Zéland (Recorded Music NZ)         | 7                  |
| Norvégia (VG-lista)                   | 1                  |
| Skócia (Scottish Singles Top 40)      | 8                  |
| Svédország (Sverigetopplistan)        | 1                  |
| Svájc (Schweizer Hitparade)           | 2                  |
| Egyesült Királyság (UK Singles Chart) | 12                 |
| Egyesült Királyság (UK Dance Chart)   | 21                 |

### Év végi összesítések
| Slágerlista (1995)             | Helyezés |
| ------------------------------ | -------- |
| Ausztria (Ö3 Austria Top 40)   | 2        |
| Belgium (Ultratop 50 Wallonia) | 56       |
| Svájc (Schweizer Hitparade)    | 11       |

## Minősítések
| Ország             | Minősítés | Eladások |
| ------------------ | --------- | -------- |
| Ausztria (IFPI)    | platina   | 50.000   |
| Németország (BVMI) | platina   | 500.000  |
| Norvégia (NVPI)    | platina   | 10.000   |
| Svájc (IFPI)       | arany     | 25.000   |